# فيروس كورونا البقري
فيروس كورونا البقري (بالإنجليزية: Bovine coronavirus)‏ هو فيروس كورونا وعضو من النوع فيروس كورونا بيتا 1 من جنس فيروس كورونا بيتا. وهو فيروس رنا مفرد السلسلة موجب الدلالة مغلف، يدخل إلى الخلية المضيفة عبر الارتباط بمستقبل N-أستيل-9-O-حمض النيورأمينيك. تسبب الإصابة به التهاب أمعاء العجل وتساهم في ذات الرئة الحيوانية المتوطنة لدى العجول ويمكن أن يسبب الزحار الشتوي لدى الأبقار البالغة. يمكن لفيروس كورونا البقري إصابة المجترات البرية والأليفة وله انتشار عالمي. انتقاله أفقي عبر الطريق الفموي الشرجي أو عبر السبيل التنفسي. كبقية فيروسات الجنس الفرعي فيروس إمبيكو، يملك فيروس كورونا البقري بروتينا سطحيا يسمى إستراز الراصة الدموية (HE) زيادة على البروتينات البنيوية الأربعة المشتركة بين جميع فيروسات كورونا (الشوكة، الغشاء، الغلاف، وبروتين القفيصة).